# 4-نيتروكينولين 1-أكسيد
4-نيتروكينولين 1-أكسيد (المعروف أيضًا باسم 4-NQO، 4NQO، 4Nqo، NQO و NQNO) هو مشتق من الكينولين ومركب مسبب للورم يستخدم في تقييم فعالية الأنظمة الغذائية والأدوية والإجراءات في الوقاية من السرطان وعلاجه في النماذج الحيوانية. إنه يسبب آفات الحمض النووي التي يتم تصحيحها عادة عن طريق إصلاح استئصال النوكليوتيدات.

## عام
لقد ثبت أن 4NQO يحبس مجمعات انقسام توبوإيزوميراز I.  قد يؤدي أيضًا إلى إحداث تلف في الحمض النووي من خلال إنتاج أنواع الأكسجين التفاعلية التي يُعتقد أنها تنشأ من الاختزال الأنزيمي لمجموعة النيترو الخاصة به، على الرغم من أن آليته الدقيقة غير معروفة. قد تعمل أنواع الأكسجين التفاعلية في 4NQO كمنتج ثانوي لتلف الحمض النووي أو جزيء الإشارة الناتج عن التلف.  استجابةً للضرر الناجم عن 4NQO، تحاول الخلايا إصلاح وبدء استجابة نسخية لإزالة السموم من الخلية من 4NQO ومستقلباته.
4-نتروكوينولين 1-أكسيد (4NQO) هو كينولين، وهو مادة كيميائية مسببة للسرطان والطفرات. تمتلك الكينولينات، مثل 4NQO، بنية عطرية غير متجانسة ونفس الصيغة الكيميائية الأساسية C 9 H 7 N.  قد يتواجد 4NQO بشكل طبيعي في البيئة ولكن يتم تصنيعه عادةً لأغراض البحث. من المعروف أن 4NQO يحاكي التأثيرات البيولوجية للأشعة فوق البنفسجية على الكائنات الحية المختلفة.  يرتبط كل من 4NQO ومستقلبه المختزل 4-هيدروكسي أمينوكينولين 1-أكسيد (4HAQO) تساهميًا بالجزيئات الخلوية الكبيرة مثل الأحماض النووية والبروتينات. 

## تقنياً
يعد تلف الحمض النووي الناتج عن 4NQO نموذجًا قويًا. يحفز 4NQO آفات الحمض النووي التي يتم تصحيحها عادةً عن طريق إصلاح استئصال النوكليوتيدات. يُعتقد أن منتج الاختزال رباعي الإلكترونات لمركب 4NQO، وهو أكسيد 4-هيدروكسي أمينوكينولين 1 (4HAQO)، هو أحد المستقلبات المسرطنة لمركب 4NQO. عندما يتم استقلاب 4NQO إلى متفاعله المحب للإلكترون، selyl-4HAQO، فإنه يتفاعل مع الحمض النووي لتكوين أحاديات الكينولون المستقرة التي تعتبر مسؤولة عن طفراته وسميته الجينية. 
تم استخدام أنواع الخميرة لرسم خريطة للمناطق متعددة الأشكال استجابةً لـ 4NQO، وتحديد عامل النسخ متعدد الأشكال Yrr1. يمنح Yrr1 مقاومة 4NQO لخميرة S. cerevisiae من النوع البري، ويرتبط بالمنبع من الجينات الأساسية المعروفة بتنظيم استجابة الأدوية. يغير Yrr1 الاستجابة الخلوية في مقاومة 4NQO ومعدلات التنفس.  في دراسة حديثة أجريت على الخميرة، تبين أن 4NQO يؤثر على إعادة تشكيل الكروماتين وانقسام الخلايا ومسارات إصلاح تلف الحمض النووي. 
تتأكسد أحاديات إضافة الكينولون المستقرة لتكوين 8-هيدروكسيديوكسي غوانوزين (8OHdG)، والذي إذا ترك دون إصلاح، يؤدي إلى تحويل الجوانينات إلى ثايمينات، وهي نيوكليوتيدات في الحمض النووي. 
على الرغم من الخصائص المسببة للطفرات المباشرة لـ 4HAQO، إلا أنه أقل سمية من 4NQO، مما يشير إلى أن عملية التمثيل الغذائي لـ 4NQO تنتج مواد كيميائية تفاعلية أخرى مثل مستقلبات الجذور الأنيونية.